# Carine Adler
Carine Adler (1948) is een Braziliaans filmregisseuse en scenarioschrijfster.
Ze is de vrouw van de politicus dr. John Reid, met wie ze in 2002 trouwde. Ze heeft een zoon, Hal, uit een eerder huwelijk en twee stiefzoons van Reid.

## Filmografie
- Stray - 2006
- Under the Skin - 1997
- Edward's Flying Boat - 1995
- Fever - 1994
- Touch and Go - 1993
- Jamie - 1982
- Pianists - 1980
- Contrechamps - 1979